# San Antonio de las Tejas
San Antonio de las Tejas är en ort i Mexiko.   Den ligger i kommunen San Luis de la Paz och delstaten Guanajuato, i den centrala delen av landet, 230 km nordväst om huvudstaden Mexico City. San Antonio de las Tejas ligger 2 033 meter över havet och antalet invånare är 143.
Terrängen runt San Antonio de las Tejas är platt söderut, men norrut är den kuperad. Runt San Antonio de las Tejas är det ganska tätbefolkat, med 124 invånare per kvadratkilometer. Närmaste större samhälle är San José Iturbide, 15,7 km sydost om San Antonio de las Tejas. Trakten runt San Antonio de las Tejas består till största delen av jordbruksmark.